# Phryxe semicaudata
Phryxe semicaudata là một loài ruồi trong họ Tachinidae.